# MTX Jackhammer
MTX Jack Hammer – największy głośnik niskotonowy na świecie, produkowany na zamówienie. Dysponuje mocą ciągłą 6 kW (moc maksymalna 12000 W). Pasmo przenoszenia: 17–150 Hz. Waży około 160 kg. Membrana ma średnicę 720 mm. Wykorzystywany m.in. w programie Odpicuj mi brykę.